# Nemoleon poecilopterus
Nemoleon poecilopterus är en insektsart som först beskrevs av Stein 1863.  Nemoleon poecilopterus ingår i släktet Nemoleon och familjen myrlejonsländor. Inga underarter finns listade i Catalogue of Life.